# Диета Южного пляжа
Диета южного пляжа — диетический план, разработанный кардиологом Артуром Агатстоном и диетологом Мари Алмон в качестве альтернативы низкожировым диетам, таким как диета Орниша (Dean Ornish) и диета Притикина (Pritikin Diet), рекомендованным Американской кардиологической ассоциацией в 1980-х годах. Несмотря на то, что первоначальной целью диеты было предотвращение болезней сердечно-сосудистой системы у собственных пациентов Агатстона, в начале 2000-х годов весть о диете разлетелась, и она быстро завоевала популярность как эффективное средство похудения.
Термин «South Beach Diet» — торговая марка South Beach Diet Trademark Limited Partnership. Книга The South Beach Diet была опубликована издательством Rodale Books.

## Диета
Принцип диеты южного пляжа относительно простой. Она заменяет «плохие углеводы» и «плохие жиры» «хорошими углеводами» и «хорошими жирами».

### «Хорошие углеводы» vs «плохие углеводы»
Согласно Агатстону, циклы голода вызваны не углеводами в целом, а продуктами, богатыми быстроусваиваемыми углеводами, создавая всплеск уровня глюкозы в крови. Такие продукты включают сильно рафинированный сахар и зерна, составляющие большую часть типичной западной диеты. Диета южного пляжа исключает такие источники углеводов, заменяя их относительно необработанными продуктами, такими как овощи, бобы и цельные зерна. Источники углеводов считаются «хорошими» только если они имеют низкий гликемический индекс.

### «Хорошие жиры» vs «плохие жиры»
Диета южного пляжа устраняет трансжиры и не одобряет насыщенные жиры, заменяя их продуктами, богатыми ненасыщенными жирами и омега-3-ненасыщенными жирными кислотами. В частности, диета исключает жирные части красного мяса и птицы, заменяя их нежирным мясом, орехами и жирной рыбой.

### Исключение «Октоберфест»
В то время как обычно диета южного пляжа не позволяет потребление любого алкоголя, за исключением небольшого количества красного вина, Агатстон (родом из Гамбурга) проявил осторожность, включив одно исключение, согласно которому любое количество пива может быть потреблено во время празднования Октоберфеста, праздника, близкого его сердцу. Основываясь на этой концепции, было создано схожее (но несколько менее известное) исключение «St Paddy’s Day».